# دهنوش
دهنوش، روستایی از توابع بخش مرکزی شهرستان اسدآباد در استان همدان ایران است. این روستا شامل امکانات رفاهی مانند آب٫ برق٫گاز و خدمات بهداشت و درمان است. روستای دهنوش فاقد امکانات خدماتی مانند فروشگاه مواد غذایی و نانوایی است. این روستا تحت حوزه استحفاظی پایگاه نیروی انتظامی روستای یوسف آباد است. نزدیک ترین شهر به روستا شهر اسدآباد در فاصله 5 کیلومتری است.

## جمعیت
این روستا در دهستان دربندرود قرار دارد و براساس سرشماری مرکز آمار ایران در سال ۱۳۹۵، جمعیت آن ۲۰۷ نفر (۶۵خانوار) بوده‌است.